# TD TSC Düsseldorf Rot-Weiss
Der TD Tanzsportclub Düsseldorf Rot-Weiss e. V. ist ein 1954 gegründeter, deutscher Tanzsportverein mit Sitz in Düsseldorf.

## Vorstand

### 1. Vorsitzender
seit 2021 Bernhard Brockmann
2019–2021 Christian Scharte
20xx–2019 Emil Kohls

### 2. Vorsitzender
Seit 2023 Alexander Bernhard
2021–2023 Thomas Wiedemann
2020–2021 Joachim Hagedorn
2019–2021 Andreas Plum
20xx–2019 Joachim Hagedorn

### Schatzmeister
Seit 2023 Susan Brockmann
2021–2023 Stephan Kliche
2019–2021 Bernhard Brockmann

### Sportwart
seit 2021 Vinzenz Dörlitz
20xx–2021 Ute Sinde

### Jugendwart
seit 20xx Jennifer Hälsig

### Schriftführerin
seit 2025 Annegret Meier-Pfannkuch
2021–2025 Theresa Volders
20xx–2021 Angelika Richartz

### Presse-/Medienwart
Seit 2025 Theresa Volders
2023–2025 Sonja Kleine-Möllhoff
2021–2023 Marcus Schleutermann
2020–2021 Vinzenz Dörlitz

## Formationstanzen

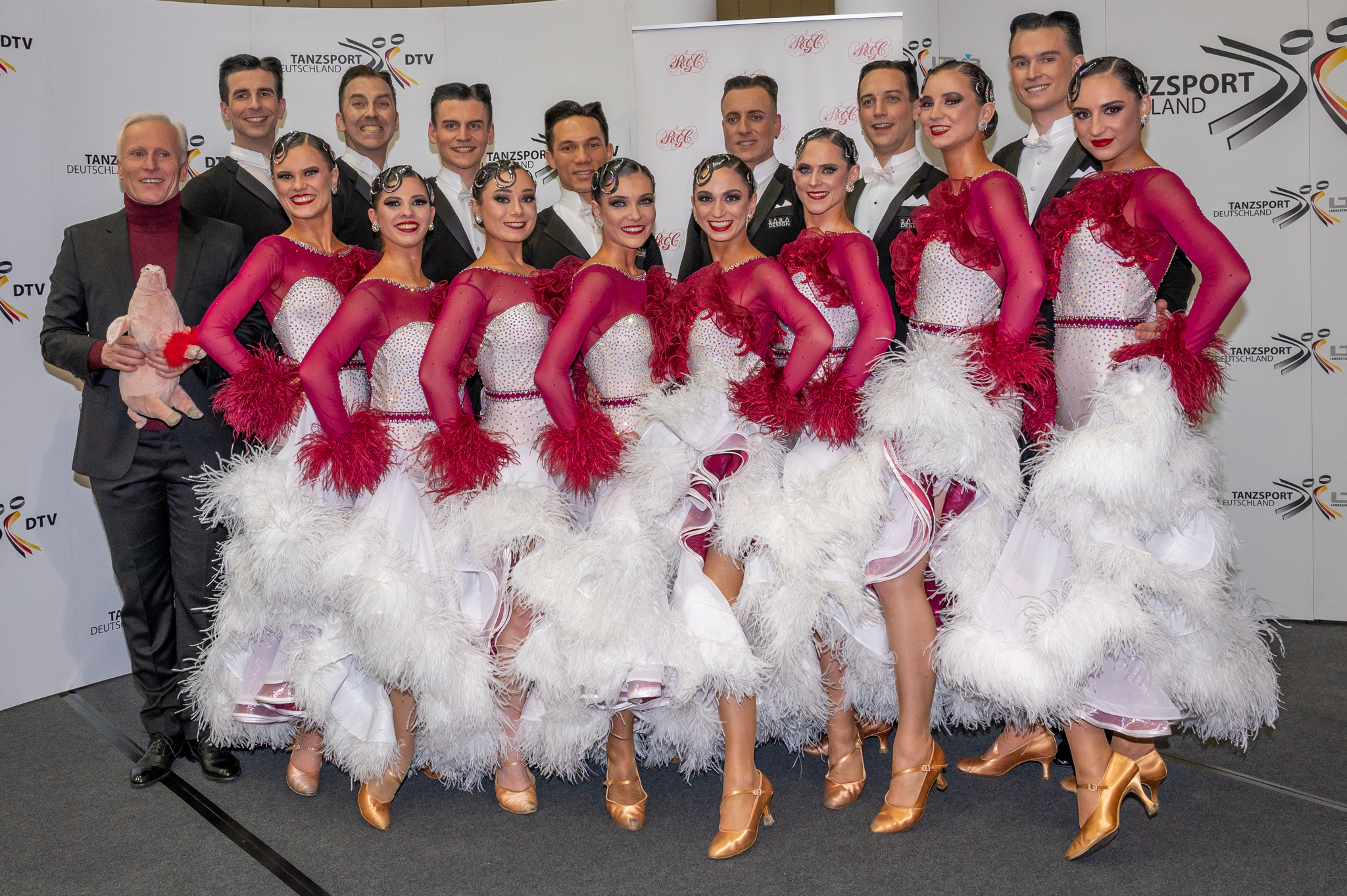
Standard Formation A in der Saison 2022/23

Der Verein wurde sowohl im Latein- als auch im Standardbereich des Formationstanzens deutscher Vizemeister, Vizeeuropameister und im Bereich Latein Vizeweltmeister.
In der Saison 2008/09 schloss sich der Verein mit dem TSZ Aachen zu einer Formationsgemeinschaft zusammen, die in der ersten Bundesliga (Startplatz von Düsseldorf) als auch in der zweiten Bundesliga (Startplatz von Aachen) an den Start ging. Trainer des gemeinsamen A-Teams waren zunächst Oliver Seefeldt, Patrick van Tetering und Anna Karina Mosmann.
Nach der Saison 2015/16 kündigte der TD TSC Düsseldorf Rot-Weiss die Zusammenarbeit mit dem TSZ Aachen auf.
2021/22 startet der Verein mit einer Formation im Standard in der 1. Bundesliga und Latein in der 2. Bundesliga.